# Homaluroides abdominalis
Homaluroides abdominalis är en tvåvingeart som först beskrevs av Daniel William Coquillett 1895.  Homaluroides abdominalis ingår i släktet Homaluroides och familjen fritflugor. Inga underarter finns listade i Catalogue of Life.